# Шельтинга, Юрий Владимирович
Юрий (Георгий) Владимирович Шельтинга (31 июля 1891, Владивосток, Российская империя — 4 августа 1962, Ленинград, Советский Союз) — советский военно-морской деятель, моряк-подводник, контр-адмирал (1940), доцент. Представитель 6-го поколения рода Шельтингов в России.

## Биография
Родился 31 июля 1891 года во Владивостоке, где в этот период служил артиллерийским офицером на канонерской лодке «Бобр» его отец, лейтенант В. В. Шельтинга(в дальнейшем контр-адмирал, герой Порт-Артура). Окончил Морской корпус с мая 1909 по октябрь 1912 года, штурманский офицерский класс с ноября 1916 до апреля 1917 года, и военно-морские академические курсы при Военно-морской академии с октября 1925 до апреля 1926 года.
Ротный командир, ревизор, артиллерист, старший офицер эсминца «Страшный» с ноября 1912 по ноябрь 1916 года, участник 1-й мировой войны. 10 апреля 1916 года произведен в чин лейтенанта.
Штурман, старший офицер, временно исполняющий должность командира эсминца «Константин» с апреля 1917 по ноябрь 1918 года. Участник Ледового похода Балтийского флота в 1918 году.
В РККФ с 1918 года, беспартийный. Штурман подводной лодки «Тур» с ноября 1918 по март 1919 года.
Командир эсминца «Капитан Изыльметьев» с марта 1919 по август 1921 и с июля по сентябрь 1922 года. Дважды арестовывался в 1921 году. Командир дивизиона эсминцев с августа 1921 по июль 1922 года и с марта по апрель 1926 года Морских сил Балтийского моря, Командир эсминца «Карл Маркс» с сентября 1922 по март 1926 года.
Командир дивизиона эсминцев Морских сил Чёрного моря с апреля 1926 по январь 1931 года. Репрессирован в январе 1931 года, восстановлен на флоте в январе 1932 года .
Преподаватель Военно-морского училища им. М. В. Фрунзе с января по июнь 1932 года.
Командир дивизиона эсминцев Балтийского флота с июня 1932 по январь 1934 года.
Командир отдельного дивизиона эсминцев и сторожевых кораблей Северного флота с января 1934 по август 1937 года.

Бывший командующий Северным флотом адмирал В. И. Платонов в своей книге «Записки адмирала» на странице 97 писал: 
«Ознакомившись с деловыми качествами командного состава флотилии, К. И. Душенов с присущей ему энергией начал укреплять её кадрами... Командир ОДМ[что?] флагман 2 ранга Ю. В. Шельтинга был заменён начальником штаба дивизиона капитаном 2 ранга В. А. Фокиным...»
Старший преподаватель навигации ВВМУ им. М. В. Фрунзе с августа 1937 по декабрь 1939 года, СККС ВМФ с декабря 1939 по февраль 1941 года, старший преподаватель кафедры кораблевождения, инспектор УВМУЗ ВМФ с февраля по май 1941 года, начальник кафедры морской практики ВВМУ им. М. В. Фрунзе с мая 1941 по июль 1942 года.
Начальник 1-го отдела с июля по ноябрь 1942 года, заместитель начальника Управления по тактической подготовке флота и подводных лодок с ноября 1942 по сентябрь 1945 года) Управления боевой подготовки Главного морского штаба ВМФ СССР. Командир ОУК Северного флота с сентября 1945 по октябрь 1947 года. Старший инспектор по военно-морской подготовке Управления военно-морских учебных заведений ВМФ СССР с октября 1947 по июль 1950 года. С июля 1950 года в отставке.
Похоронен в Ромнах Сумской области.

### Звания
- мичман;
- лейтенант (10 апреля 1916 года);
- капитан 1-го ранга (4 ноября 1936 года) Назначен командиром Отдельного дивизиона эскадренных миноносцев и сторожевых кораблей Северной Военной флотилии.
- контр-адмирал (4 июня 1940 года[4]).

### Награды
Награждён орденом Святого Станислава 3-й степени с мечами и бантом (1915), Святой Анны 4-й степени «За храбрость» (1915), Святой Анны 3-й степени с мечами и бантом (1916). Награждён орденом Ленина (1945), 2 орденами Красного Знамени (1944, 1949), орденом Красной Звезды (1944).